# Cryptops propinquus
Cryptops propinquus är en mångfotingart som beskrevs av Lawrence 1960. Cryptops propinquus ingår i släktet Cryptops och familjen Cryptopidae.
Artens utbredningsområde är Madagaskar. Inga underarter finns listade i Catalogue of Life.